# Bánh Opera
Bánh Opera là một kiểu bánh ngọt Pháp. Nó được làm từ nhiều lớp bánh xốp hạnh nhân (được gọi là "Joconde" trong tiếng Pháp) ngâm trong si rô cà phê, làm lớp với ganache hoặc kem bơ cà phê và dùng một lớp sô cô la chảy để đổ mặt bánh. Theo Larousse Gastronomique, bánh Opera là bánh xốp hạnh nhân được làm với cà phê và sô cô la để phủ kem lên từng lớp bánh. Bánh trở nên phổ biến nhờ thương hiệu bánh Pháp Dalloyau.